# 더 데빌 인사이드
《더 데빌 인사이드》(영어: The Devil Inside)는 2012년 공개된 미국의 파운드 푸티지 초자연 공포 영화이다.
평단과 대중의 반응은 부정적이었으며, 시네마스코어에서 F를 받았다.

## 줄거리
1989년 10월 30일 미국 여성 마리아 로시가 구마 의식을 거치던 중 이를 지켜보던 동료 신자 3명을 죽이고 가톨릭교회 정신 병원에 수용된다.
20년 후 성인이 된 딸 이저벨라는 해답을 구하고자 이탈리아로 날아가 다큐멘터리를 찍으면서 바티칸이 악령 들림을 인정하지 않는 사례를 다루는 신부들의 도움을 받는다. 그러나 마리아를 재구마하는 과정에서 악령의 전이("demonic transference")가 일어나 이 의식에 연루된 모두가 차례로 악령에 씌고, 이는 끔찍한 결과로 이어진다.
마리아가 밝히는 악령의 이름은 아자브(עזב, Asbeel)이다.

## 출연진
- 페르난다 안드라지 - 이저벨라 로시 역
- 사이먼 쿼터먼 - 벤 롤링스 신부 역
- 에번 헬머스 - 데이비드 킨 신부 역
- 수전 크롤리 - 마리아 로시 역
- 보니 모건 - 로살리타 역
- 브라이언 존슨 - 드라이퍼스 경위
- 프레스턴 제임스 힐리어 - 기자 역
- D.T. 카니 - 형사 역